# شيدان (سلماس)
شيدان هي قرية في مقاطعة سلماس، إيران. يقدر عدد سكانها بـ 494 نسمة بحسب إحصاء 2016.